# Hydropsyche theodoriana
Hydropsyche theodoriana är en nattsländeart som beskrevs av Lazar Botosaneanu 1974. Hydropsyche theodoriana ingår i släktet Hydropsyche och familjen ryssjenattsländor. Inga underarter finns listade i Catalogue of Life.